# Lee Janzen
Lee Janzen, född 28 augusti 1964 i Austin i Minnesota, är en amerikansk professionell golfspelare.
Janzen växte upp i Baltimore i Maryland och hans stora intresse som barn var baseboll. När han var tolv år gammal flyttade hans fars företag till Florida och på grund av de tidiga vår vårarna fick golfen mer plats i hans liv och intresset för baseboll avtog. Vid 14 års ålder bestämde sig Janzen för att bli en professionell golfspelare.
År 1985 ställde han upp i majortävlingen US Open för första gången. Tävlingen vanns av Andy North på ett slag under par.
Janzen blev professionell 1986 och har sedan dess vunnit åtta tävlingar på den amerikanska PGA-touren inklusive två segrar i US Open 1993 och 1998. 1993 vann han före Payne Stewart på Baltusrol Golf Club i Springfield i New Jersey på åtta slag under par. Fem år senare besegrade han åter igen Stewart på Olympic Club i San Francisco då han vann tävlingen för andra gången efter att ha legat fem slag efter täten inför den sista rundan.
Han spelade i USA:s Ryder Cup-lag 1993 och 1997. Han medverkade i filmen Tin Cup (1996) med bland andra Kevin Costner. Janzen spelade rollen som professionell golfspelare.

## Meriter

### Majorsegrar
- 1993 US Open
- 1998 US Open

### PGA-segrar
- 1992 Northern Telecom Open
- 1993 Phoenix Open
- 1994 Buick Classic
- 1995 The Players Championship,  Kemper Open,  Sprint International